# Yttre-Kroksjön
Yttre-Kroksjön är en sjö i Vindelns kommun i Västerbotten och ingår i Umeälvens huvudavrinningsområde. Sjön har en area på 2,27 kvadratkilometer och ligger 209,9 meter över havet. Sjön avvattnas av vattendraget Kroksjöbäcken.

## Delavrinningsområde
Yttre-Kroksjön ingår i det delavrinningsområde (715093-165641) som SMHI kallar för Utloppet av Yttre-Kroksjön. Medelhöjden är 240 meter över havet och ytan är 8,42 kvadratkilometer. Det finns inga avrinningsområden uppströms utan avrinningsområdet är högsta punkten. Kroksjöbäcken som avvattnar avrinningsområdet har biflödesordning 2, vilket innebär att vattnet flödar genom totalt 2 vattendrag innan det når havet efter 118 kilometer. Avrinningsområdet består mestadels av skog (54 procent). Avrinningsområdet har 2,27 kvadratkilometer vattenytor vilket ger det en sjöprocent på 27 procent.